# SET隊
SET隊（せったい）は、1980年代後半から1990年代前半にかけて活動したコントユニット。

## メンバー
- 岸谷 五朗（きしたに ごろう、1964年9月27日 - 、東京都武蔵野市出身）
ツッコミ担当、リーダー。
- 寺脇 康文（てらわき やすふみ、1962年2月25日 - 、岐阜県羽島市出身）
ボケ担当。
- 山田 幸伸（やまだ よしのぶ、1961年2月18日 - 、大阪府大阪市出身）
ボケ担当。

## 概要
当時劇団スーパーエキセントリックシアターに在籍していた岸谷五朗、寺脇康文、山田幸伸の3人で1987年に結成。
名前の由来は文字通り劇団の略称「SET」と「接待」を掛けたもの。結成の理由は岸谷曰く「劇団の仕事だけでは生活できなかったから」らしい。また、岸谷はSET隊を「真剣にやるアルバイトだった」と語っている。
三宅裕司出演番組の前説やバラエティ番組などで活躍。単独ライブも行うが、1992年頃から活動停止状態になり、1994年の岸谷と寺脇のSET退団により、事実上解散となる。
その後、「Act Against AIDS」や地球ゴージャスのイベントでは岸谷と寺脇が、1997年～1998年のカウントダウンイベント「おおつごもり'98」では寺脇と山田がSET隊時代のコントを披露している。

## 代表作
- オカルト好きのタクシードライバー
- 高い高い
- 通勤電車
- マッチ売りの少女

## 主な出演番組

### バラエティ
- ドーナツ6（TBS系）
- SUPER WEEKEND LIVE 土曜深夜族（TBS系）
- 三宅裕司のいかすバンド天国（TBS系）
- LIVE笑ME!!（日本テレビ系）
- 全員出席!笑うんだってば（日本テレビ系）
- とんからりん（日本テレビ系）
- ビートたけしのお笑いウルトラクイズ（日本テレビ系）
- 萬金譚ドラドラ（日本テレビ系）

### ドラマ
- 追いかけたいの!（フジテレビ系）
- SET隊のあっ!スキャンダルを追え（日本テレビ系）

### ラジオ
- 三宅裕司のヤングパラダイス（ニッポン放送）
- ぱぱらナイト（文化放送）- 番組内のラジオ劇

### 吹き替え
- アミューズメント・シアター バットマン（1990年、テレビ東京） - その他モブ 役